# Mario Sdraulig
Mario Sdraulig (Grimacco, 27 febbraio 1917 – 10 aprile 1987) è stato un calciatore italiano, di ruolo ala.

## Biografia
Durante la seconda guerra mondiale partecipò attivamente alla Resistenza slovena nella natia Slavia veneta. Nel secondo dopoguerra fu però accusato di aver promosso attività anti-italiane nell'area, accusa dal quale fu totalmente prosciolto dopo un lungo processo il 14 luglio 1959. Lasciato il calcio proseguì gli studi di medicina iniziati a Bologna e trasferitosi in Jugoslavia divenne primario all'ospedale di San Pietro-Vertoiba.

## Carriera
Cresciuto nell'Udinese dove ha disputato quattro consecutive stagioni di Serie C, poi è passato al Bologna in Serie A, dove ha esordito a Trieste nella massima serie il 27 aprile 1941 nella partita Triestina-Bologna (0-0), con i felsinei ha giocato 2 partite e realizzato 3 reti in Coppa Italia, poi ha chiuso a Verona negli anni più duri della guerra.

## Palmarès

### Club

#### Competizioni nazionali
- serie C: 1

Udinese: 1938-1939
- Campionato italiano: 1

Bologna: 1940-1941